# میرداماد
میر برهان‌الدّین محمّدباقر استرآبادی (۱۶۳۱–۱۵۶۱ م، ۱۰۴۰–۹۶۹ ق) نامور به «میرداماد» و «معلّمِ ثالث»، متخلّص به اشراق؛ فیلسوف، متکلم و فقیه برجستهٔ دورهٔ صفویه و از ارکانِ مکتب فلسفی اصفهان است. میرداماد فرزندِ میر شمس الدین محمد استرآبادی مشهور به داماد و از سادات حسینی گرگان است. محمد استرآبادی با دختر علی بن عبد العالی معروف به محقق کرکی ازدواج نمود و به همین خاطر او را داماد نامیدند. میرداماد این لقب را از پدر خود به ارث برده است. وی از دوستان نزدیک شیخ بهائی بود. دربارهٔ سال تولد او، اطلاعات کافی در دست نیست؛ ولی کتاب «نخبة المقال فی اسماء الرجال» تولد او را سال ۹۶۹ ذکر کرده است.

## تحصیل
در کودکی به توس هجرت کرد و علوم دینی را نزد سید علی فرزند ابی‌الحسن موسوی عاملی و دیگر استادان آن دیار آموخت.
همچنین علوم فلسفه و ریاضیات را در دوران حضورش در توس آموخت. میر محمدباقر سپس راه قزوین پیش گرفت. در سال ۹۸۸ دوباره به خراسان آمد و تا سال ۹۹۳ در آنجا ماندگار شد و سپس به کاشان مهاجرت کرد.

## استادان
- عبدالعالی بن علی بن عبدالعالی کرکی
- شیخ عزالدین حسین بن عبدالصمد عاملی (پدر شیخ بهایی)[۳][۴]
- سید نورالدین علی بن الحسین موسوی عاملی[۵]
- علی بن ابی الحسن عاملی
- تاج‌الدین حسین صاعد بن شمس‌الدین توسی
- میر فخرالدین محمد حسینی سماک استرآبادی[۶]

## شاگردان
- آقا حسین خوانساری
- صدرالدین محمد شیرازی معروف به ملاصدرا[۷]
- حکیم ملا عبدالرزاق لاهیجی
- ملا محسن فیض کاشانی
- حکیم قطب‌الدین لاهیجی
- احمد بن زین‌العابدین علوی
- ملاخلیل قزوینی
- علی نقی کمره‌ای
- نظام‌الدین امیر احمد بن زین‌العابدین عاملی
- محمدتقی بن ابی‌الحسن حسینی استرآبادی
- عبدالغفار بن محمد بن یحیی گیلانی
- امیر فضل‌الله استرآبادی
- دوست علی بن محمد
- عادل بن مراد اردستانی
- شمس‌الدین محمد گیلانی
- میرزا شاهرخ بیگار
- محمدحسین حلبی
- عبدالمطلب بن یحیی طالقانی
- ابوالفتح گیلانی
- میر منصور گیلانی
- عبدالله سمنانی
- محمدحسن زلالی خوانساری
- محمد گنابادی
- حسین بن محمد بن محمود حسینی آملی
- نظام‌الدین احمد گیلانی

## آثار
1. قبسات[۸]
2. الایقاضات[۹]
3. صراط المستقیم[۱۰]
4. الافق المبین[۱۱]
5. الحبل المتین[۱۰]
6. جذوات[۱۲]
7. تقویم الایمان[۱۳]
8. شارح النجاة[۱۴]
9. الرواشح السماویة فی شرح الاحادیث الامامیة[۱۵]
10. رساله‌ای در تولی و تبری[۱۶]
11. خلسة الملکوتیة
12. الجمع و التوفیق بین رایی الحکیمین[۱۷]
13. رسالة فی حدوث العالم ذاتاً و قدمه زمانا
14. اللوامع الربانیة فی رد شبه النصرانیة
15. رسالة فی تحقیق مفهوم الوجود
16. رسالة فی المنطق
17. السبع الشداد
18. سدرة المنتهی[۱۸]
19. رسالة فی خلق الاعمال
20. تبراس الضیاة[۱۹]
21. عیون المسائل
22. تفسیر قرآن
23. شرح استیصار
24. رساله‌ای در ابطان زمان موهوم
25. رساله‌ای در جیب[۲۰]
26. الیماضان التشریقات[۲۱]
27. انموذج العلوم[۲۲]
28. الیقاضات فی خلق الاعمال و افعال العباد[۲۳]
29. اربعة ایام
30. الاعضالات العشرینیة
31. امانت الهی
32. برهان اسد و اخضر
33. تأویل المقطعات
34. تحقیق علم الواجب
35. تشریق الحق
36. التصحیحات و التقویمات[۲۴]
37. تعلیقه رجال کشی
38. تعلیقه شرایع الاسلام
39. تعلیقه صحیفه سجادیه
40. تفسیر سوره اخلاص
41. تقدیسات[۲۵]
42. حاشیه تعلیقات ابن سینا
43. حاشیه تقویم الایمان
44. حاشیه جمع بین رایی الحکیمین
45. حاشیه حاشیه خفری بر شرح تجرید
46. حاشیه بر شرح مختصر عضدیه
47. حاشیه شفا
48. حاشیه قواعد الاحکام[۱۴]
49. حاشیه حدوث العالم[۱۰]
50. حاشیه مختلف الشیعة[۱۴]
51. حاشیه معراج نامه
52. حاشیه من لا یحضره الفقیه[۱۵]
53. الحرز الحارز
54. الحکمة
55. الحروف و الاعداد
56. حل الاعضالات.
57. حل مسایل اقلیدسی
58. حاشیه رساله تنازع الزوجین[۱۴]
59. خطبه النکاح[۱۴]
60. الخلسات و الخلعیات
61. درة البیضا
62. دیوان اشراق
63. دوازده امام
64. رسالة الاغالیط
65. رسالة فی اثبات سیادة المنتسب بالام الی هاشم
66. رسالة فی تنازع الزوجین قبل الدخول فی قدر المهر
67. رسالة فی التوحید
68. رسالة فی علم الواجب
69. رسالة فی قدرة الواجب
70. رسالة فی مذهب ارسطاطالیس
71. رسالة فی فنون العلم و الصناعات
72. رسالة فی صیغ العقود
73. شرح تهذیب الاحکام
74. شرح حدیث انما الاعمال بالنیات
75. شرح حدیث تمثیل علی بسورة التوحید
76. شرح حدیث نیة المؤمن خیر من عمله
77. شرح مختصر الاصول
78. شرح نجات
79. شرح تقدمه تقویم الایمان
80. شرح التسمیة[۲۶]
81. رسالة فی الصلاة الجمعة
82. ضوابط الرضاع
83. عرش التقدیس
84. رسالة فی فضیلة سورة التوحید
85. عیون المسائل المنطوی علی لطائف الدقائق و طرائف الجلائل
86. قانون العصمة و برهان الحکمة
87. القبضات
88. قوس النهار
89. قیاسات حق‌الیقین
90. قضا و قدر
91. لطائف غیبیة
92. مخزن الاسراسر و مشرق الانوار
93. المعلقات علی تقویم الایمان
94. المعلقات علی السبع الشداد
95. رسالة فی معنی القدرة
96. مواقیت العلوم
97. رسالة فی النصف النهار
98. اثولوجیا (میمرات)
99. جدوی الدعا
100. المناهج السویة
101. میزان المقادیر
102. الجنة الواقیة و الجنة الباقیة
103. تشریق الحق
104. الخلعیة فی الصلوة و مقدماتها
105. رسالة فی علم النبی (ص)
106. الاعضالات العویصات فی فنون العلوم و الصناعات

## شعر و ادب
میرداماد مانند بسیاری از حکما و عرفا، که ذوق شعر و شاعری داشته‌اند، به سرودن شعر عربی و فارسی می‌پرداخته و به «اشراق» تخلص می‌نموده است. مجموعه اشعار او بعدها به نام «دیوان میرداماد» گردآوری شده است.
میرداماد در قصیده ای مقام علمی خود را برتر از افلاطون و ارسطو دانسته و می‌گوید:
ز شفای من ارسطو شده بهره‌مند دانش / ز رُموز من فَلاطون زده گام در معانی

## گرایش‌های عرفانی
میرداماد افزون بر تکیه کردن به برهان و استدلال، گرایش‌های عرفانی نیز داشت؛ به طوری که روح اشراق بر افکارش غلبه داشته و سیر روحی‌اش در راه عرفان بود.

## درگذشت
میرداماد در سال ۱۰۴۰ در بین راه مسیر کربلا و نجف درگذشت. پیکر او در حرم امام علی دفن شد.